# Chlebowo (rejon kowelski)
Chlebowo (ukr. Хлібове) – niewielka wieś (a właściwie chutor składający się z kilku domostw) na Ukrainie w rejonie kowelskim, obwodu wołyńskiego. W II Rzeczypospolitej miejscowość wchodziła w skład gminy wiejskiej Górniki w powiecie kowelskim województwa wołyńskiego.
Do 2020 w rejonie ratnieńskim.